# سلافا شابلن
سلافا شابلن (بالإنجليزية: Slava Chaplin )‏ (و. 1932 – 2013 م) هو مخرج سينمائي، وممثل من الاتحاد السوفيتي . ولد في فيشني فولوتشيوك .
توفي عن عمر يناهز 81 عاماً.

## التعليم
تعلم في معهد غيراسيموف للسينما

## روابط خارجية
- سلافا شابلن على موقع IMDb (الإنجليزية)
- سلافا شابلن على موقع أول موفي (الإنجليزية)
- سلافا شابلن على موقع قاعدة بيانات الفيلم (الإنجليزية)
- سلافا شابلن على موقع كينوبويسك (الروسية)